# Ottavio Bruto Revese

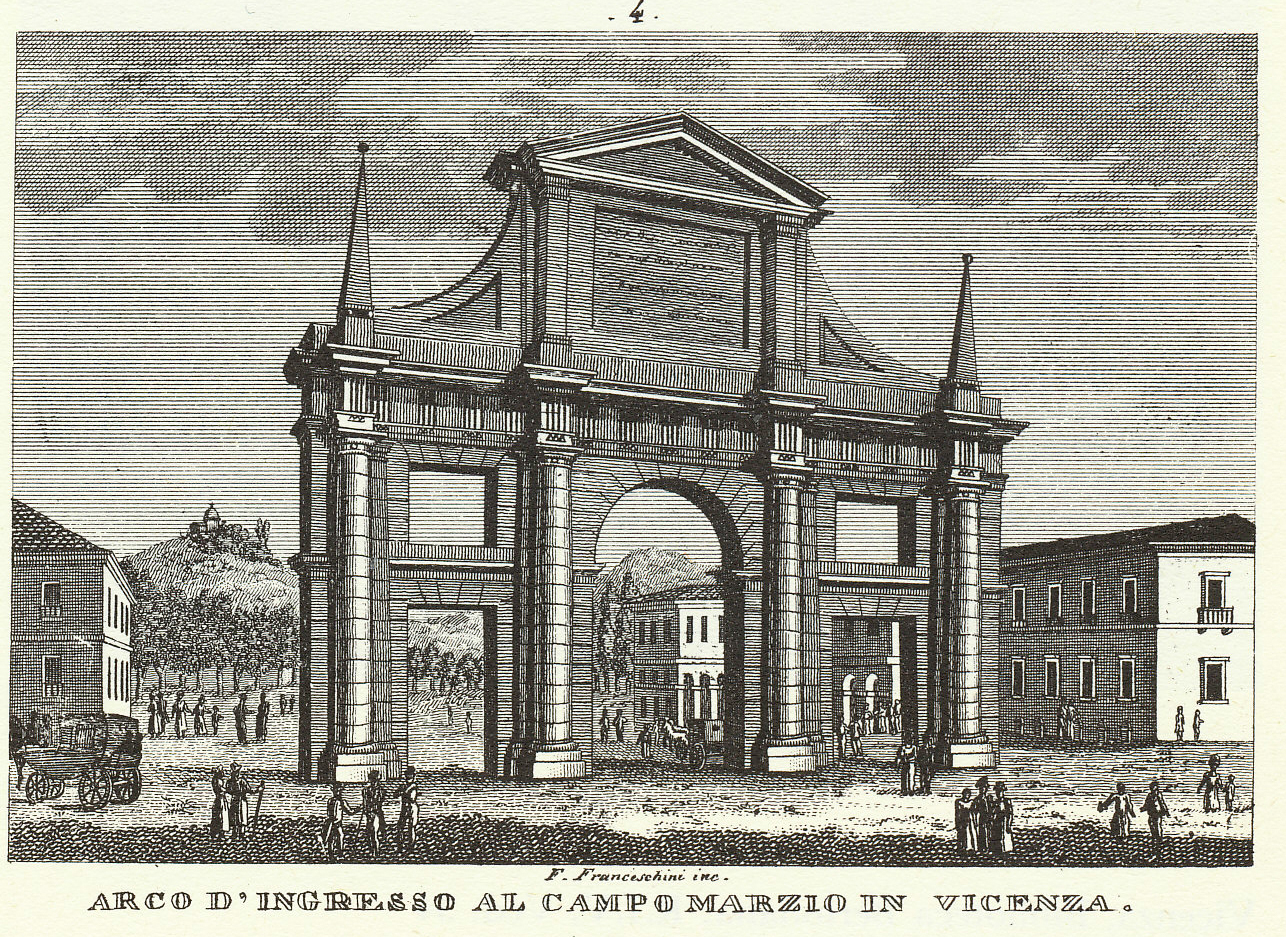
Arco dell'architetto Ottavio Bruto Revese fuori Porta del Castello a Vicenza (demolito), disegno di Franceschini, 1836.

Ottavio Bruto Revese, detto degli Orefici (Brendola, 8 novembre 1585 – Brendola, 3 febbraio 1648), è stato un architetto italiano della Repubblica di Venezia, operante nel Seicento a Vicenza.

## Biografia

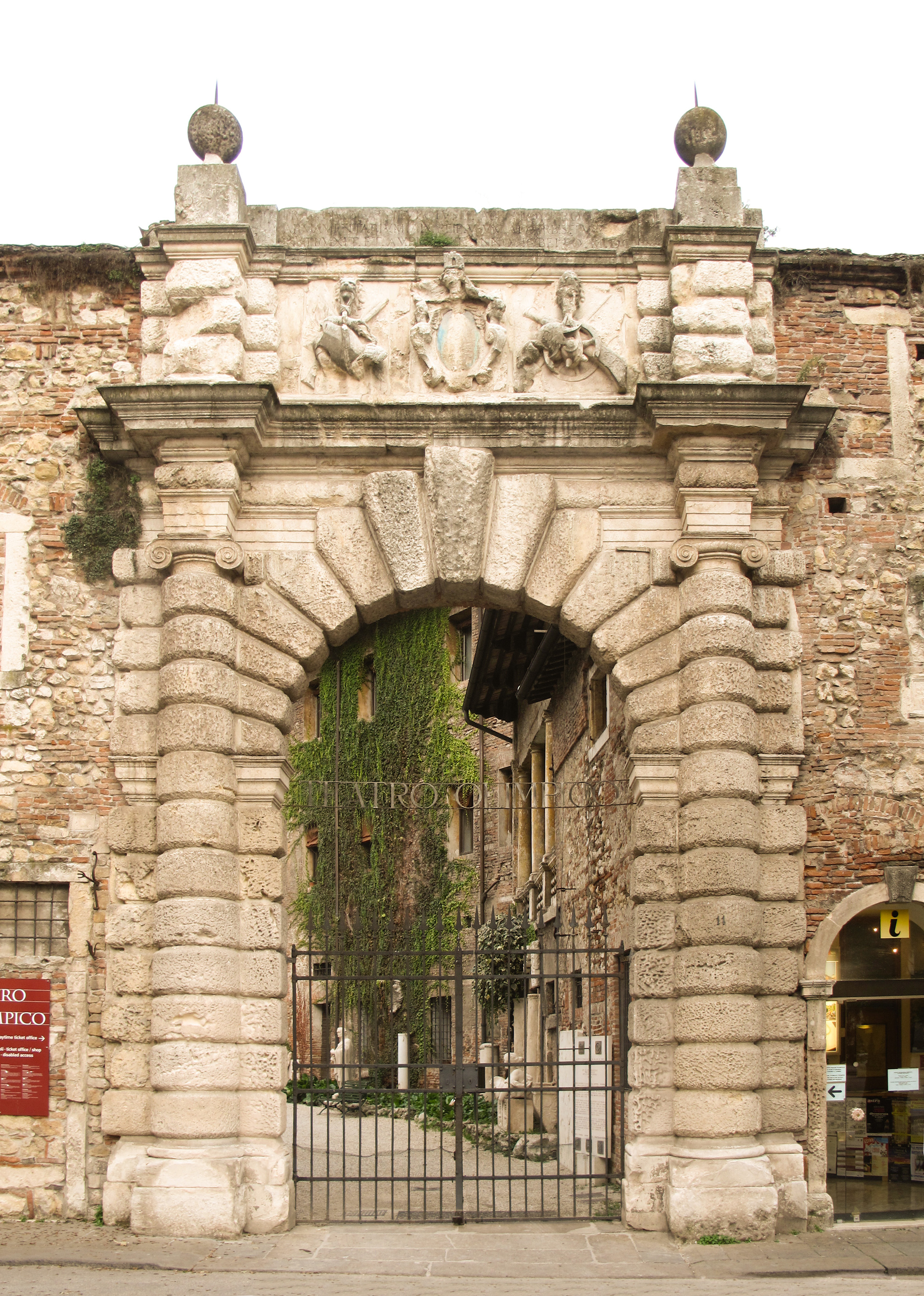
Arco d'ingresso al giardino del Teatro Olimpico, Vicenza

Ottavio Bruto apparteneva alla nobile famiglia Revese, che aveva un palazzo e altre proprietà nel paese di Brendola, dove rimane ancora lo storico oratorio di Santa Maria Annunciata, fatta costruire dalla famiglia nel Quattrocento. A Vicenza, nella chiesa di Santo Stefano, nel XVI secolo vi erano un altare sotto il patronato dei Revese e la tomba di famiglia in cui fu tumulato Paolo Bruto, fratello di Ottavio.
Ottavio Bruto esprime un'architettura austera - come del resto tutta quella che fiorisce a Vicenza nel corso del Seicento - allineata alle posizioni razionalistiche e teoriche di Vincenzo Scamozzi. Egli fu anche influenzato da Michele Sanmicheli e da Sebastiano Serlio. Pubblicò nel 1627 l'Archisesto per formar con facilità li cinque ordini d'architettura e nel 1630 il Discorso sopra la fortificazione di Vicenza.

## Opere

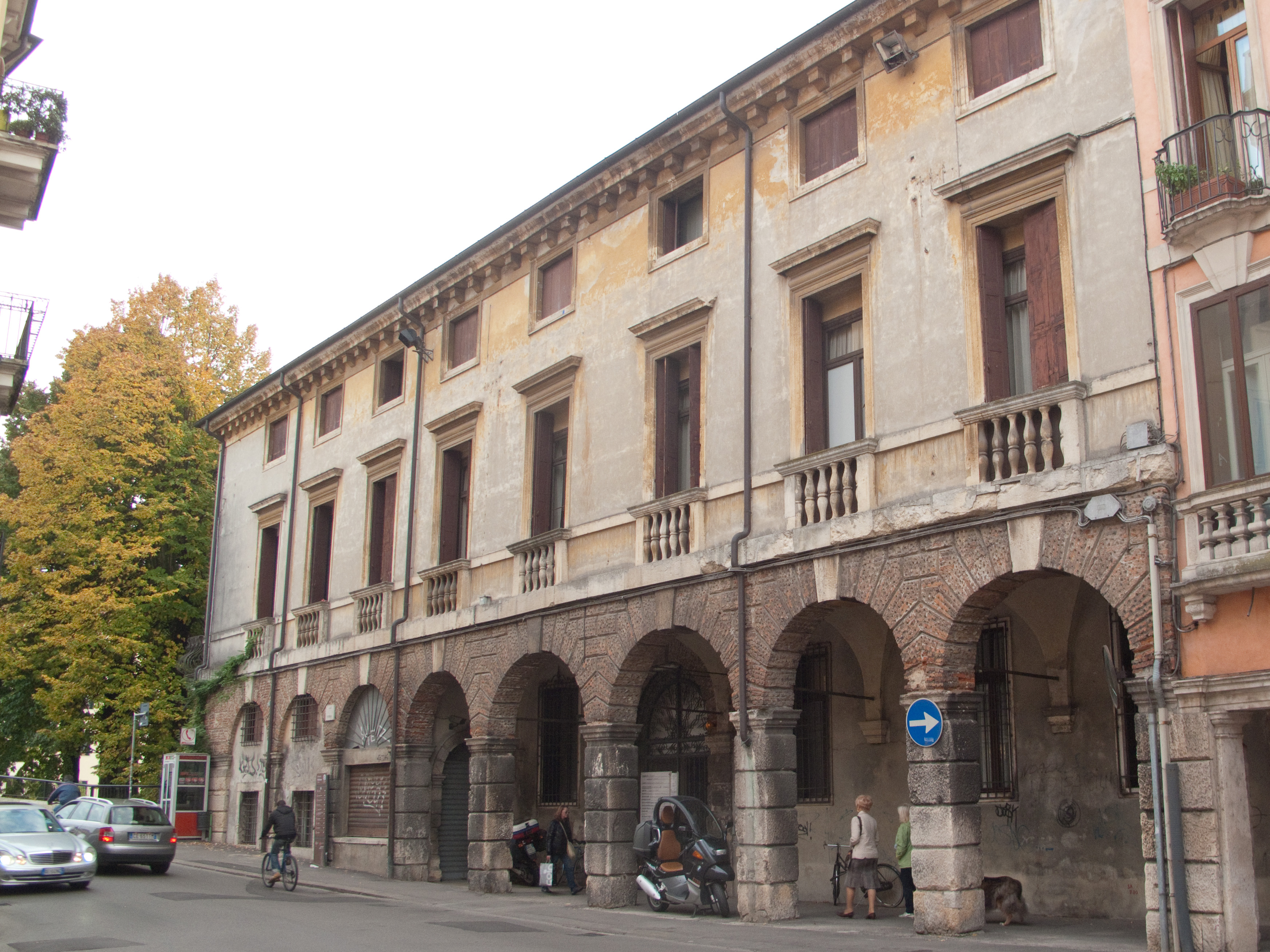
Palazzo Stecchini Nussi, attribuito al Revese, in Borgo Pusterla

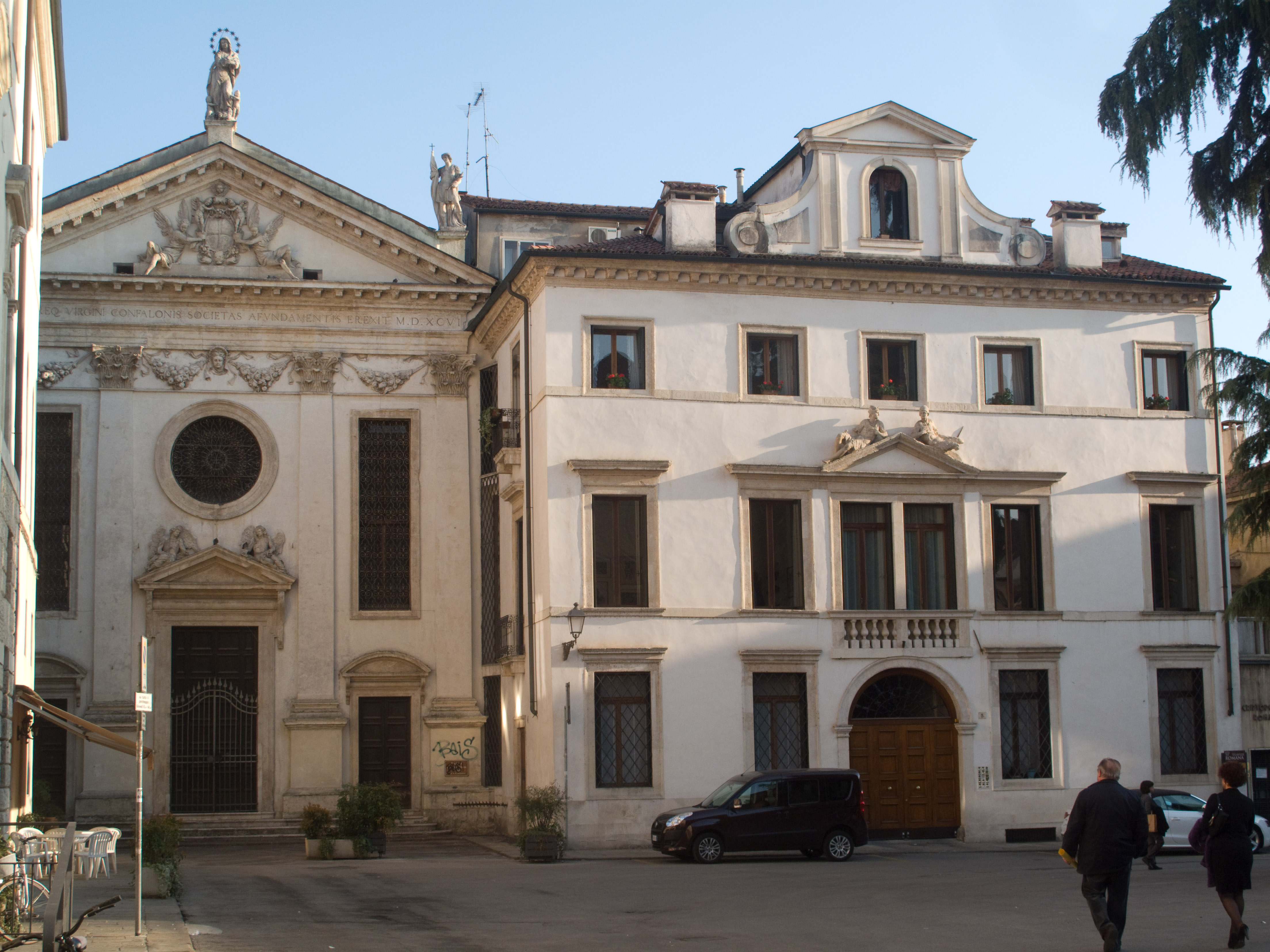
Palazzo Roma, attribuito al Revese, sulla destra dell'Oratorio del Gonfalone in piazza Duomo

Durante il Seicento non è semplice individuare l'autore di un progetto edilizio, per la mancanza di documenti che ne attestino il nome e la paternità - il committente veniva ricordato più facilmente dell'architetto - e ci si deve affidare a valutazioni, fatte sulla base della cronologia o delle caratteristiche dell'opera.
Spesso quindi l'attribuzione a Ottavio Bruto Revese è incerta, ma l'arco monumentale trattato a bugnato rustico è una caratteristica architettonica che si ritrova in molte delle sue opere.
Ne è esempio il grande portone a conci di bugnato del palazzo Mattarello (ora Casa del clero, in via San Francesco vecchio); nell'arco ribassato vi è una chiave a testa umana cinta d'alloro, lo conclude uno sporgente cornicione modanato e lo fiancheggiano due pesanti volute di raccordo al muro di cinta.
L'attribuzione della paternità del palazzo Stecchini Nussi in Borgo Pusterla, costruito tra il 1620 e il 1630, è incerta tra il Revese e Giambattista Albanese. Resta invece incerta tra lui e Giacomo Monticolo l'attribuzione del palazzo Roma in piazza del Duomo, espressione minore ma garbata di un corrente accademismo. Forse del Revese è il palazzo Lonigo in corso Palladio (angolo contrà Daniele Manin), in particolare il settore a sinistra formato dalla trifora architravata e dal sottostante portone inserito nel portico, dove si fronteggiano le bugne rustiche. Lo stesso dicasi per il palazzetto Capra Conti (angolo tra contrà Santo Stefano e stradella Santa Corona), caratterizzato dai due altissimi archi in bugnato rustico, sorretti da vigorosi pilastri su zoccoli lisci.
Su incarico del cardinale vescovo di Vicenza Federico Corner, Revese progettò nel 1627 la facciata del Palazzo vescovile, che venne sostituita nel 1819 dal rifacimento neoclassico di Giacomo Verda.
Nel 1633 egli ricevette l'incarico di consulente per il soffitto della cattedrale di Santa Maria Annunciata, insieme a Girolamo Albanese; probabilmente entrambi furono poi responsabili della sistemazione generale della chiesa e nel 1637 si occuparono del consolidamento delle volte della navata.
Il Revese è conosciuto soprattutto per due grandi archi.
Sicuramente suo è il maestoso arco del Palazzo del Territorio, un tempo ingresso al settore occupato dalla Serenissima e ora del giardino del Teatro Olimpico. Eretto nel 1600 su esempi dello Scamozzi e del Serlio, è costituito da vigorosi conci, dai quali emergono i capitelli ionici reggenti la trabeazione. Nell'alto attico sono raffigurati trofei bellici e lo stemma di Francesco Tiepolo, capitano veneto a Vicenza nel 1597; sulla soprastante fascia con l'iscrizione, fiancheggiata da due pilastri coronati da una palla, stava il leone di San Marco, abbattuto al tempo dell'invasione francese del 1797.
Del Revese era anche l'arco trionfale, collocato all'inizio di Campo Marzo nel 1608 per volontà del capitano Pierpaolo Battaglia, in sostituzione del più modesto precedente. Il prospetto a nord riproponeva, con forte bugnato rustico, tarde forme classiche cinquecentesche derivate dal Serlio, nell'interpretazione che ne aveva fatto Vincenzo Scamozzi; il fronte sud venne completato nel 1838 da Bartolomeo Malacarne secondo canoni neoclassici. L'arco fu frettolosamente e clandestinamente demolito nel 1938 in occasione della venuta a Vicenza di Benito Mussolini, per far passare la parata fascista. Dello stesso stile - ma di più modeste dimensioni - è l'arco che costituisce l'ingresso ai Giardini Salvi, situato a poca distanza, attribuito all'architetto veneziano Baldassare Longhena su progetto del 1645.

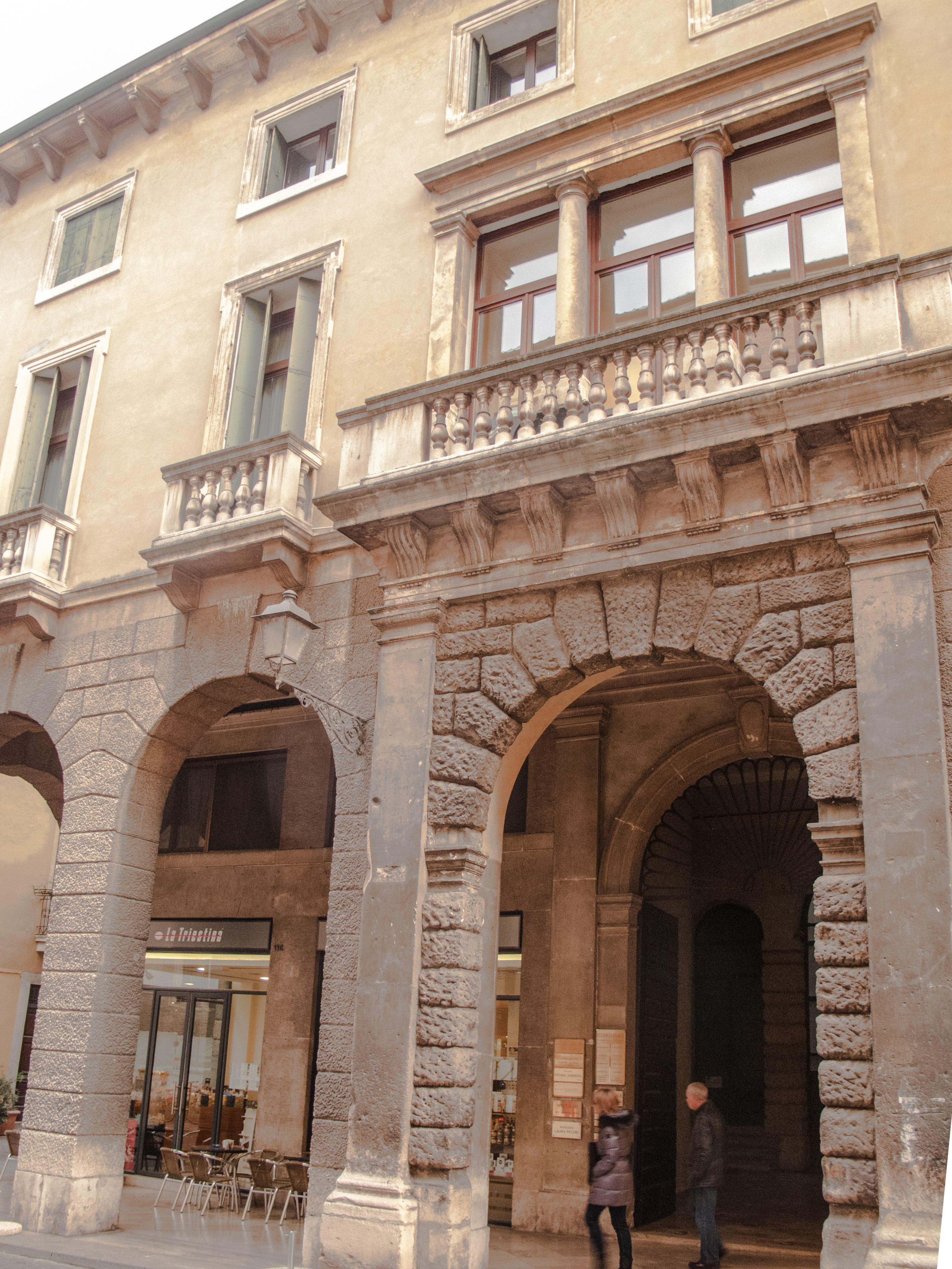
Palazzo Lonigo, in corso Palladio, attribuito
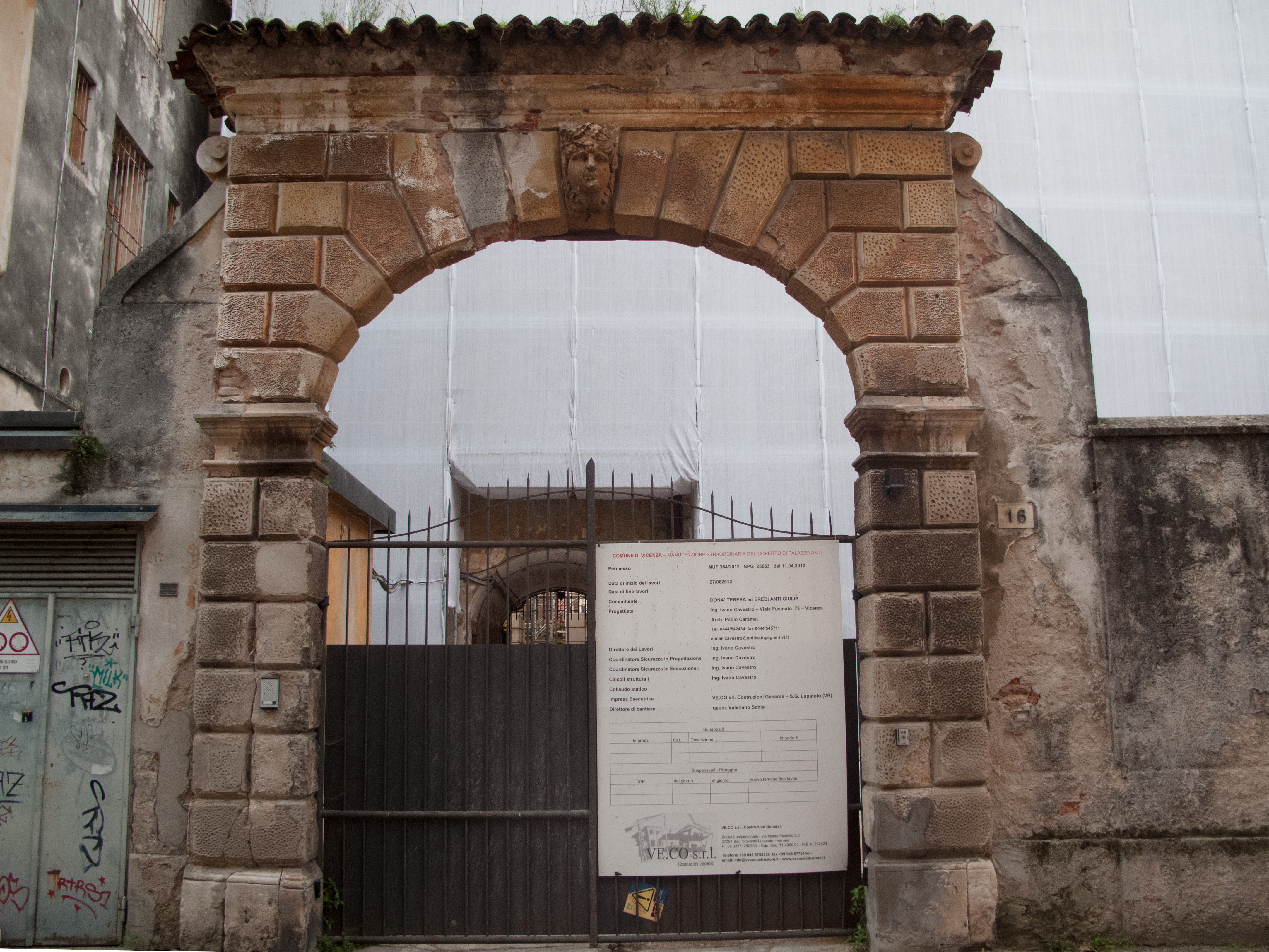
Palazzo Mattarello
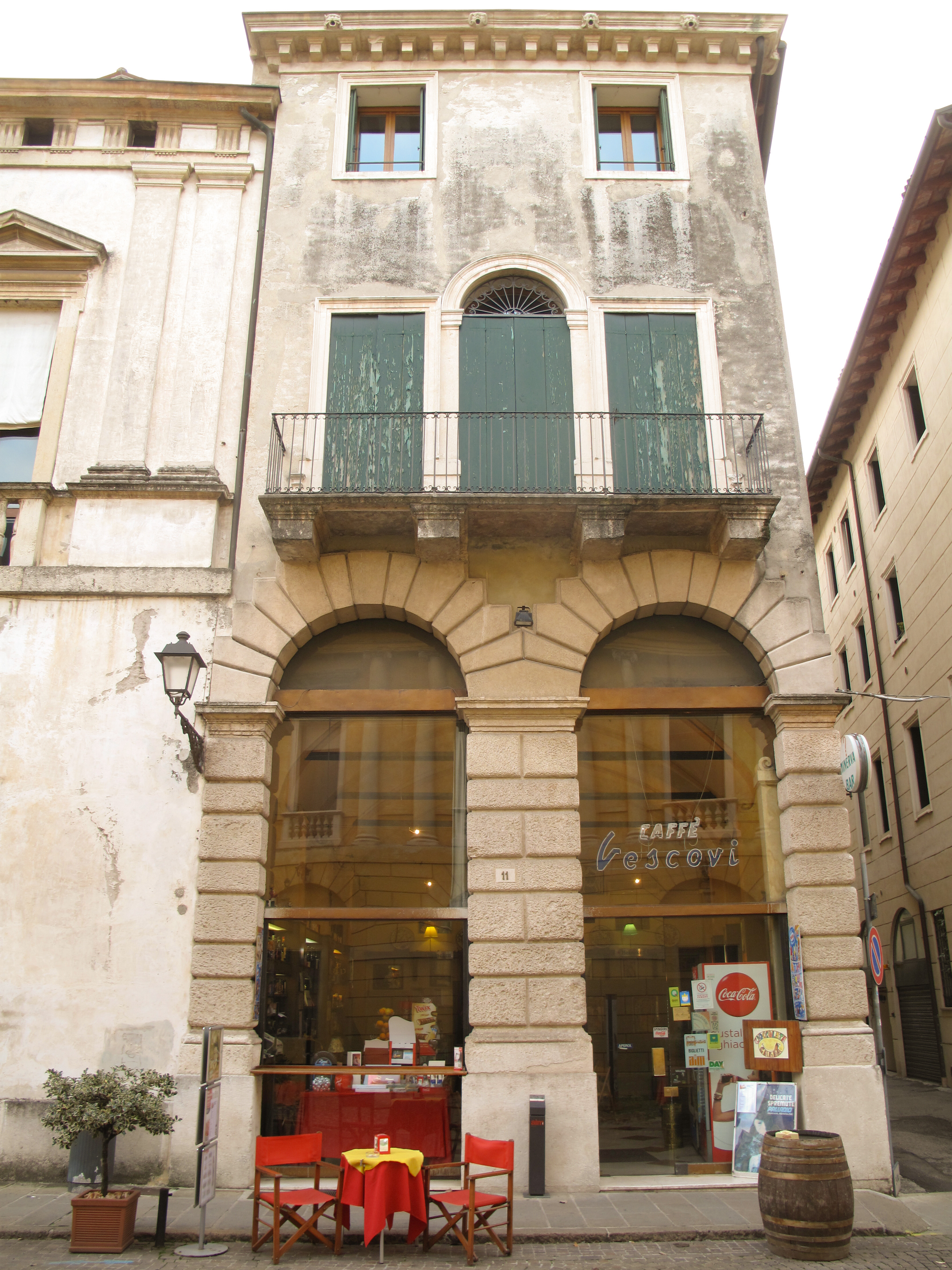
Palazzo Capra Conti
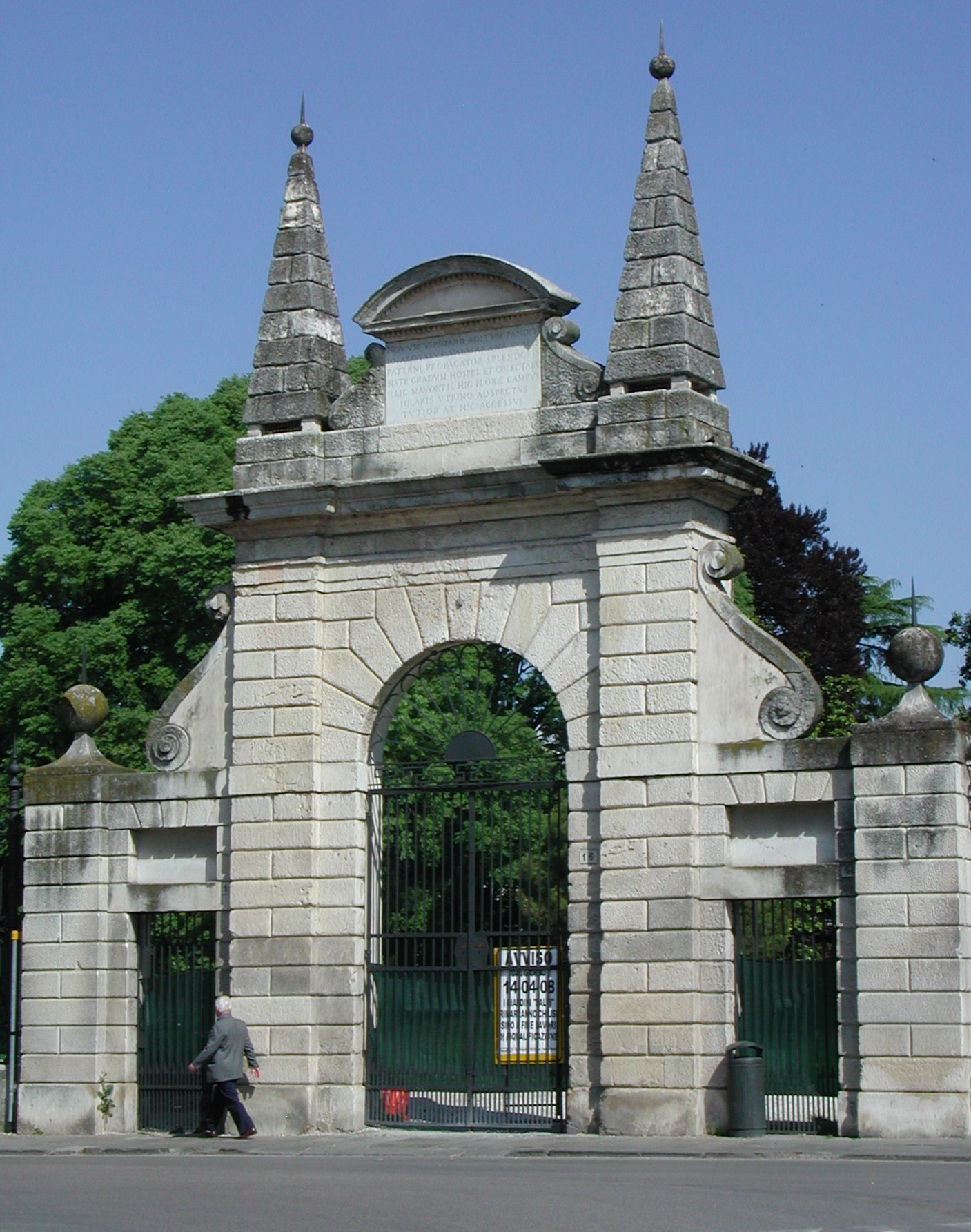
L'arco attribuito all'architetto Baldassare Longhena che fa da ingresso monumentale ai Giardini Salvi da piazzale De Gasperi.